# Московски
Московски (рус. Московский) град је у Русији у Москва. Према попису становништва из 2010. у граду је живело 17366 становника.

## Становништво
| 2002.  | 2010.  |
| ------ | ------ |
| 15.563 | 17.366 |